# Classe Yurka
I dragamine classe Yurka (progetto 266 secondo la classificazione russa) sono unità di piccole dimensioni costruite negli anni sessanta per conto della marina militare sovietica.
La classificazione russa per tali unità è MT, ovvero Morskoy Traslik (dragamine d'altura).

## Sviluppo, tecnica e servizio
I classe Yurka hanno rappresentato un deciso passo avanti per le capacità della marina sovietica nel settore lotta alle mine. Caratterizzati da uno scafo in alluminio, sono stati costruiti in una cinquantina di esemplari. Sono stati esportati anche in Egitto e Vietnam.
Oggi sono stati quasi tutti radiati. Dovrebbero sopravvivere tre esemplari in Egitto (Aswan, Giza e Sohag), entrati in servizio nel 1969.